# Како је Гринч украо Божић (филм из 2000)
Како је Гринч украо Божић (енгл. How the Grinch Stole Christmas) америчка је божићна филмска комедија из 2000. Режију потписује Рон Хауард, по сценарију Џефрија Прајса и Питера С. Симана. Темељи се на истоименом роману из 1957. аутора Доктора Суса. Приповедач филма је Ентони Хопкинс, док главну улогу Гринча тумачи Џим Кери.
Приказан је 17. новембра 2000. Добио је помешане рецензије критичара, који су похвалили Керијеву глуму и визуелне ефекте, али су критиковали мрачну тему и помало застрашујуће сцене. Упркос томе, филм је остварио огроман комерцијални успех и зарадио преко 345 милиона долара. Првобитно је био други празнични филм са највећом зарадом, иза филма Сам у кући (1990), док оба филма није надмашио анимирани филм Гринч (2018). Освојио је Оскара за најбољу шминку, као и номинације за најбољу костимографију и најбољу сценографију.

## Радња
Сви Хуови из Хувила уживају у прослављању Божића. Гринч, мизантропско зелено створење које живи у пећини на оближњој планини Крампит, мрзи празник, а Хуови га не воле због његове подлости, посебно током сезоне празника. Шестогодишња Синди Лу верује да се сви фокусирају на поклоне и свечаности, уместо на личне односе. Она сусреће Гринча у пошти и касније открива да он има трагичну прошлост.
Гринч је у Хувил стигао као беба и усвојиле су га две старије сестре. Био је плашљиво дете и не тако окрутно као што ће касније постати. У школи, Гринч је био заљубљен у Марту Меј Хувије, прелепу девојку из његовог разреда, а чинило му се да се и он свиђа њој. Међутим, насилник Аугустус Мејху, био је љубоморан што је Марта волела Гринча више него њега и почео је да га задиркује. Тог Божића је направио божићног анђела као поклон за Марту, али је случајно посекао лице док је покушавао да се обрије јер га је Мејху задиркивао да има браду. Када су Мејху и његови другови из разреда видели његово посечено лице следећег дана, они су га (осим Марте) задиркивали, због чега је изгубио живце, изјавио да мрзи Божић и побегао на планину Крампит, где је од тада боравио.
Синди именује Гринча за градског „празничног весељака”, што је разбеснело Мејхуа, сада градоначелника Хувила. Синди се пење на планину Крампит да позове Гринча на прославу, а он на крају прихвата, схватајући да је Марта можда тамо и да би коначно могао да узнемири Мејхуа. Као празнични весељак, Гринч учествује у неколико догађаја и почиње да се забавља, али Мејху све уништава дајући му електрични бријач као поклон, подсећајући га на понижење из детињства које је покренуло његову мржњу према празничној сезони. Мејху тада јавно проси Марту, дајући јој сјајни веренички прстен и нови ауто. Побеснели, Гринч критикује Хуове због њиховог материјализма говорећи им да се Божић односи само на поклоне које ће на крају бацити у смеће, које се баца на планину Крампит у близини његове куће. Он спаљује празничну јелку импровизованим бацачем пламена (међутим, они имају резервну) и дивља пре него што се врати кући.
Коначно када му је досадио Божић Хуова, Гринч се заклиње да ће сломити дух божићни дух Хуова крађом свих њихових поклона, украса и хране док спавају. Прерушава се у Деда Мраза и свог љубимца, Макса, облачи у ирваса, а затим се спушта у Хувил. Прва кућа у коју улази је Синдина, а када га она примети како краде њихову јелку, он је лаже како би га пустила да побегне. Гринч наставља да краде све поклоне, украсе и храну и трпа их у велику врећу, пре него што се попе назад на врх планине Крампит да би све уништио гурајући врећу са литице. По буђењу на божићно јутро, Хуови су ужаснути откривањем крађе, а градоначелника Мејху криви Синди што је омогућила Гринчу да поквари празнике читавом граду. Међутим, њен весели отац, градски поштар Лу Лу Ху, стаје у одбрану своје ћерке, објашњавајући градоначелнику и свима осталима да је коначно схватио шта је Синди покушавала да каже целом граду — Божић је првенствено о времену проведеним са породицом и пријатељима, а не само поклони и фенси украсима. Хуови се слажу са Луом и почињу да певају Хувилску божићну песму.
Пре него што Гринч успе да гурне врећу украдених поклона са врха планине Крампит, он чује чију певање и схвата да није успео да спречи Божић, али тада доживљава богојављење и коначно схвата право значење Божића, изазивајући његово срце да порасте за три величине. Санке пуне поклона тада почињу да клизе са ивице литице заједно са Синди, која је дошла да проведе Божић са њим. Гринч добија снагу да подигне натоварене санке и однесе Синди на сигурно, а они се спуштају низ планину да врате све.
Гринч се извињава за своје шале и провалу пре него што се предао полицији, која прихвата његово извињење и одбија захтев градоначелника да га ухапси и пошприца папреним спрејем. Марта чак одбија Мејхуову понуду и враћа му веренички прстен, изјављујући да њено срце припада Гринчу. После тога, дрзгачији Гринч се придружује слављу Хуова и сече печену ћурку у својој пећини.

## Улоге
| Улога            | Глумац           |
| ---------------- | ---------------- |
| Приповедач       | Ентони Хопкинс   |
| Гринч            | Џим Кери         |
| Макс             | Кели             |
| Марта Меј Хувије | Кристин Барански |
| Огастус Мејху    | Џефри Тамбор     |
| Синди Лу Ху      | Тејлор Момсен    |
| Лу Лу Ху         | Бил Ирвин        |
| Бети Лу Ху       | Моли Шенон       |
| Хубрис           | Клинт Хауард     |
| Кларнела Ху      | Минди Стерлинг   |
| Роуз Ху          | Рејчел Винфри    |
| Дру Лу Ху        | Џереми Хауард    |
| Стју Лу Ху       | Ти Џеј Тајн      |
| Хулихан          | Џим Мескимен     |
| Ру Ху            | Мери Стајн       |